# Paesaggio del mondo

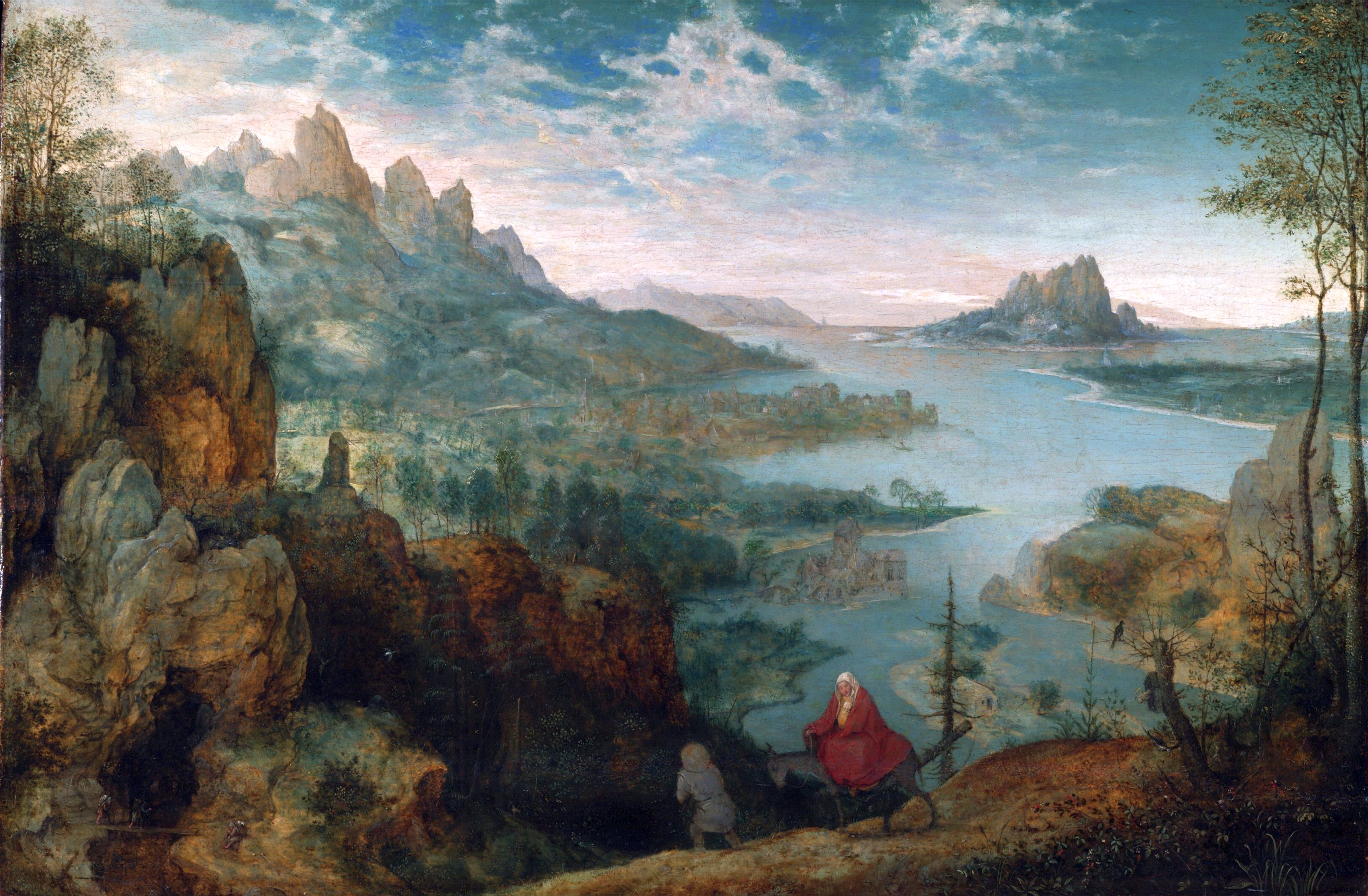
Pieter Bruegel il Vecchio, Fuga in Egitto, 1563, 37,1 × 55,6 cm (14,6 × 21,9 in)

Nella storia dell'arte l'espressione paesaggio del mondo (una traduzione del tedesco Weltlandschaft) indica un tipo di composizione nella pittura occidentale che mostra un immaginario paesaggio panoramico visto da un punto di vista elevato che comprende montagne e pianure, acqua ed edifici. Il soggetto di ogni dipinto è di solito una narrazione biblica o storica, ma le figure che comprendono questo elemento narrativo sono sminuite dall'ambiente circostante.
Il paesaggio mondiale apparve per la prima volta in pittura nell'opera del pittore primitivo neerlandese Joachim Patinir (1480-1524 circa), la maggior parte dei cui pochi dipinti sopravvissuti sono di questo tipo, di solito raffiguranti soggetti religiosi, ma commissionati da mecenati laici. "Erano compilazioni immaginarie degli aspetti più accattivanti e spettacolari della geografia europea, assemblati per la gioia del ricco viaggiatore da poltrona", che davano "un composto idealizzato del mondo assorbito in un solo sguardo olimpico".
Il tipo compositivo fu ripreso da numerosi altri artisti olandesi, il più famoso Pieter Bruegel il Vecchio. Ci fu uno sviluppo parallelo da parte del contemporaneo di Patinir Albrecht Altdorfer e di altri artisti della Scuola danubiana. Sebbene le composizioni di questo ampio tipo continuassero ad essere comuni fino al XVIII secolo e oltre, il termine viene solitamente usato solo per descrivere opere dei Paesi Bassi e della Germania prodotte nel XVI secolo. Il termine tedesco Weltlandschaft fu usato per la prima volta da Eberhard Freiherr von Bodenhausen nel 1905 con riferimento a Gerard David, e poi nel 1918 applicato a un'opera di Patinir da Ludwig von Baldass, definito come la rappresentazione di "tutto ciò che sembrava bello per gli occhi, il mare e la terra, le montagne e le pianure, le foreste e i campi, il castello e la capanna".

## Paesi Bassi

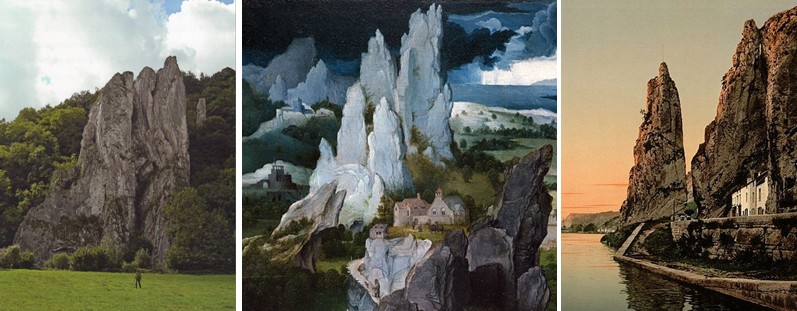
Rocce a Dinant e in un dettaglio di Patinir

L'esecuzione degli sfondi del paesaggio nella prima pittura neerlandese era molto ammirato in Italia, e gli specialisti fiamminghi erano impiegati in alcune botteghe italiane, tra cui quella di Tiziano. Degli sfondi di molte delle prime stampe di Albrecht Dürer si appropriarono numerosi artisti italiani. Patinir, "incoraggiato dal gusto italiano per la rusticità nordica, iniziò già negli anni 1510 scorso ad ampliare gli sfondi dei suoi dipinti fuori da ogni proporzione" in un modo che "rovesciava violentemente la gerarchia ordinaria di soggetto e ambientazione". Entro il 1520 era ormai noto per questi soggetti, e quando Dürer gli fece visita ad Anversa lo descrisse nel suo diario come "il bravo pittore di paesaggi" (gut landschaftsmaler) nel primo utilizzo del termine Landschaft in un contesto artistico.
I dipinti sono relativamente piccoli e usano un formato orizzontale; questo doveva diventare così normale per i paesaggi nell'arte che ora viene chiamato formato "paesaggio" in contesti ordinari, ma all'epoca era una novità considerevole, dal momento che "i pannelli portatili erano quasi sempre in formato verticale prima del 1520" e "i paesaggi di Patinir furono tra i primi piccoli pannelli orizzontali di qualsiasi tipo". Egli usa tipicamente tre colori base per articolare le sue composizioni, con un primo piano marrone, una zona centrale blu-verde e il blu in lontananza. La linea dell'orizzonte è relativamente alta sul piano del quadro. Patinir (ed Herri met de Bles) veniva da Dinant sulla Mosa (nel moderno Belgio) dove, in "un paesaggio sorprendentemente non neerlandese", ci sono notevoli scogliere di roccia e falesie staccate lungo il fiume. Queste sono spesso richiamate nei suoi dipinti e giunsero a formare una caratteristica comune di opere di altri artisti.

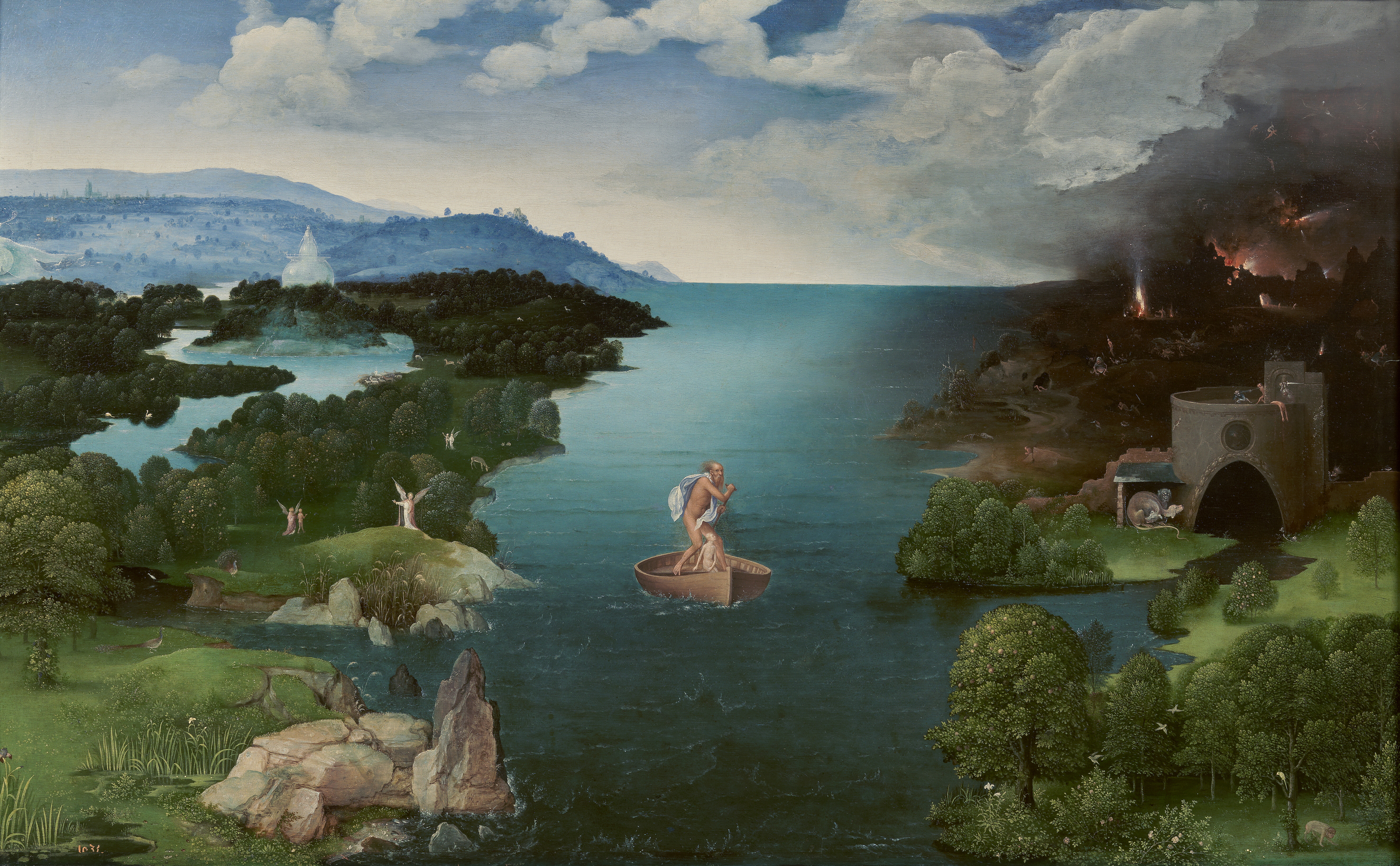
Passaggio agli Inferi, Joachim Patinir, c. 1515–1524, Prado

Con altre caratteristiche verticali, queste sono dipinte come se fossero viste direttamente anche nelle parti inferiori del paesaggio, e quindi "riaffermano l'integrità del piano pittorico" nelle sue opere, contro la disordinata spinta orizzontale del paesaggio principale. Sia Kenneth Clark che Simon Schama considerano questi come "gli ultimi sopravvissuti del paesaggio dei simboli", mettendoli in relazione con le rappresentazioni di montagne a "cavatappi" medievali e persino precedenti.
Lo stile è legato ai fondali dei paesaggi di Hieronymus Bosch, sebbene nelle sue opere principali questi facciano da sfondo alla sua folla di figure e non siano così preoccupati di includere una varietà di elementi del paesaggio; ma quelli di opere minori come il suo San Girolamo in preghiera anticipano il nuovo stile.] Per molti aspetti i dipinti conservano gli stessi elementi di molte esecuzioni del XV secolo degli stessi soggetti, ma mostrano, in termini cinematografici moderni, un campo lungo piuttosto che un campo medio.
La maggior parte degli storici dell'arte ritiene che il soggetto della figura continui ad essere importante nelle opere di Patinir e dei suoi seguaci, piuttosto che mero elemento accessorio di un paesaggio, e la maggior parte sono di soggetti in cui era coinvolto un ampio paesaggio. Tra i soggetti più popolari vi erano la "fuga in Egitto", e l'innovazione neerlandese del XV secolo del "riposo durante la fuga in Egitto", e soggetti che mostravano eremiti come i santi Girolamo e Antonio con il mondo da cui si erano ritirati disteso sotto di loro. Oltre a collegare lo stile all'Età delle Scoperte, al ruolo di Anversa come centro in forte espansione sia del commercio mondiale che della cartografia e alla visione della campagna da parte del ricco abitante della città, gli storici dell'arte hanno esplorato i dipinti come metafore religiose per il pellegrinaggio della vita.

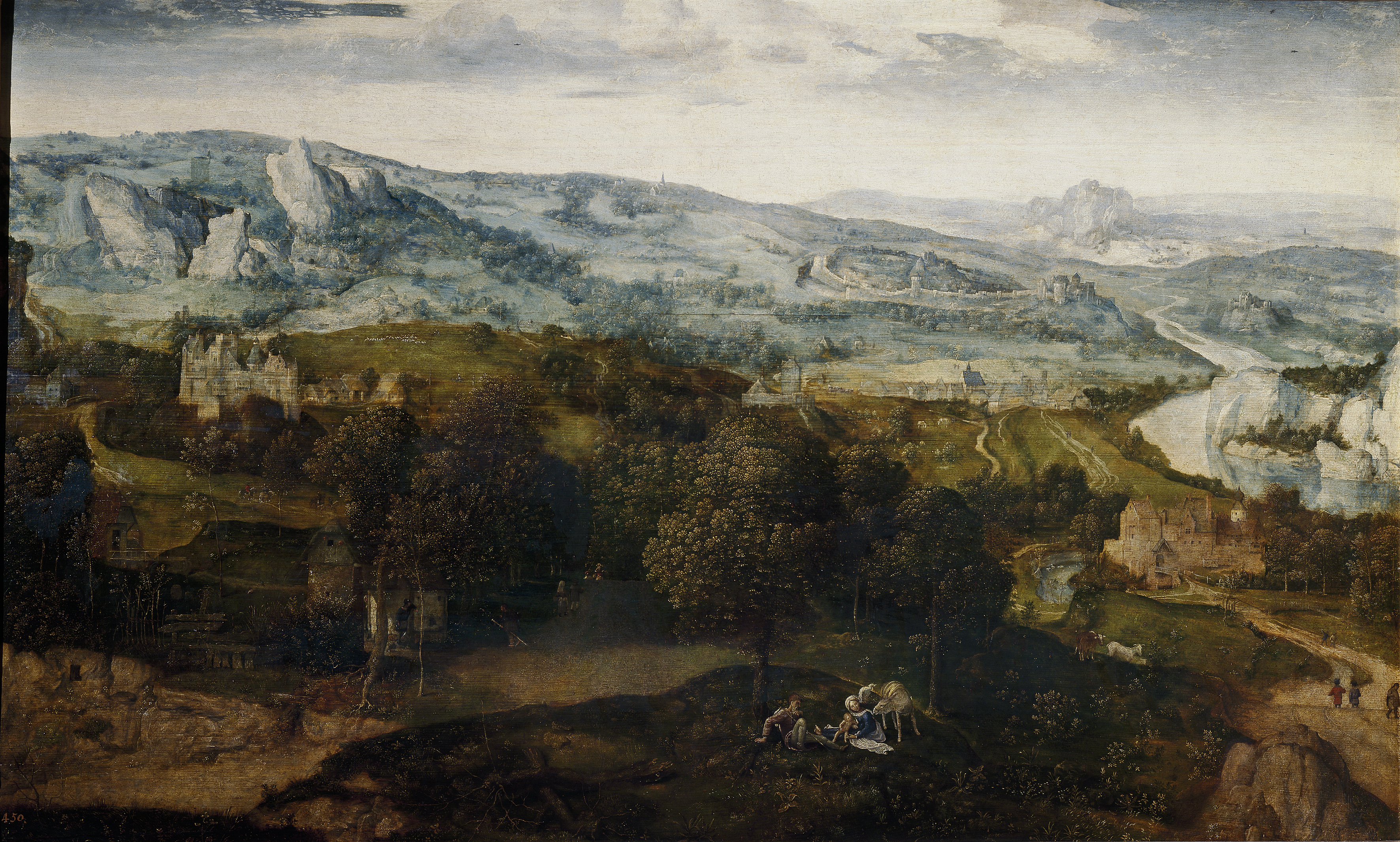
Riposo durante la fuga in Egitto, Cornelis Massys, c. 1540

Lo stile è anche un primo esempio della tendenza artistica del XVI secolo all'"inversione manierista" (il termine inventato da Max Dvořák) o alla "composizione inversa", in cui elementi minori in precedenza o di sfondo arrivano a dominare lo spazio del quadro. Nel 1550 Pieter Aertsen iniziò uno stile di grandi tele dominate da grandi quantità di natura morta con cibi e grandi figure di genere di cuochi o venditori di mercato, mentre sullo sfondo si possono intravedere piccole scene bibliche. Alcuni dipinti di Jan Sanders van Hemessen collocano figure di genere in primo piano nei dipinti su soggetti religiosi o morali. Nel XVII tutte queste tipologie di soggetti si affermarono come generi indipendenti nella pittura olandese e fiamminga, e in seguito in tutta la pittura occidentale.
L'invenzione di Patinir fu sviluppata da Herri met de Bles (1510 - 1555-1560), probabilmente suo nipote. Egli portò il tipo nel nuovo stile del Manierismo nordico. Altri artisti erano Lucas Gassel, il Monogrammista di Brunswick e Cornelis Massys.

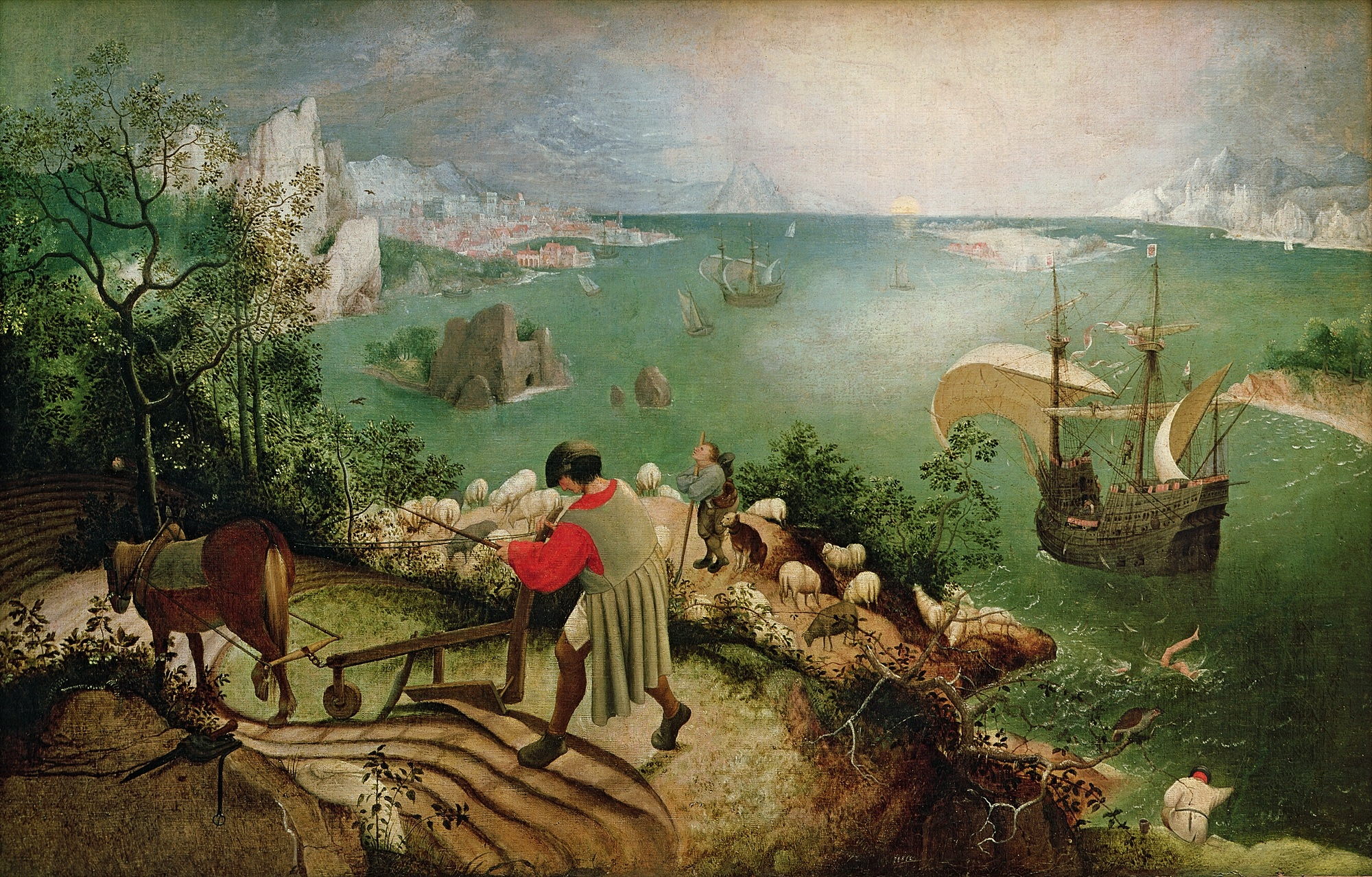
Caduta di Icaro, Royal Museums of Fine Arts of Belgium, ora considerata una buona copia iniziale dell'originale di Brueghel

Massys era il figlio di Quentin Massys, un amico di Patinir, che aveva aggiunto le figure ad almeno un paesaggio di Patinir, la Tentazione di Sant'Antonio (Prado), e che aveva usato lo stile in alcune delle sue opere, come una Madonna col Bambino (1513) a Poznań. Patinir lasciò sempre più le figure più grandi nelle sue opere ad altri maestri, e sembra anche che abbia avuto una grande bottega o una cerchia di seguaci ad Anversa.
Lo stile fu adottato e reso più naturale nei paesaggi di Pieter Brueghel il Vecchio, che aveva viaggiato in Italia attraverso le Alpi. Di ritorno ad Anversa fu incaricato negli anni 1550 dall'editore Hieronymus Cock di realizzare disegni per una serie di incisioni, i Grandi paesaggi, per soddisfare quella che ora era una crescente domanda di immagini di paesaggi. Alcuni dei suoi primi dipinti, come il suo Fuga in Egitto (Courtauld, 1563, illustrato in alto), sono pienamente all'interno delle convenzioni di Patinir, ma il suo Caduta di Icaro (noto in due copie) aveva un paesaggio nello stile di Patinir, ma già la figura più grande era una figura di genere e non parte del supposto soggetto narrativo.
Altre opere esplorarono variazioni sul tema, con la sua famosa serie di paesaggi con figure di genere che ritraggono le stagioni che è il culmine del suo stile; i cinque dipinti sopravvissuti usano gli elementi di base del paesaggio del mondo (solo uno manca di montagne scoscese) ma li trasformano nel suo stile. Sono più grandi della maggior parte dei lavori precedenti, con una scena di genere con diverse figure in primo piano e la veduta panoramica vista oltre o attraverso gli alberi. Bruegel era anche consapevole dello stile paesaggistico danubiano attraverso le stampe.

## Scuola danubiana

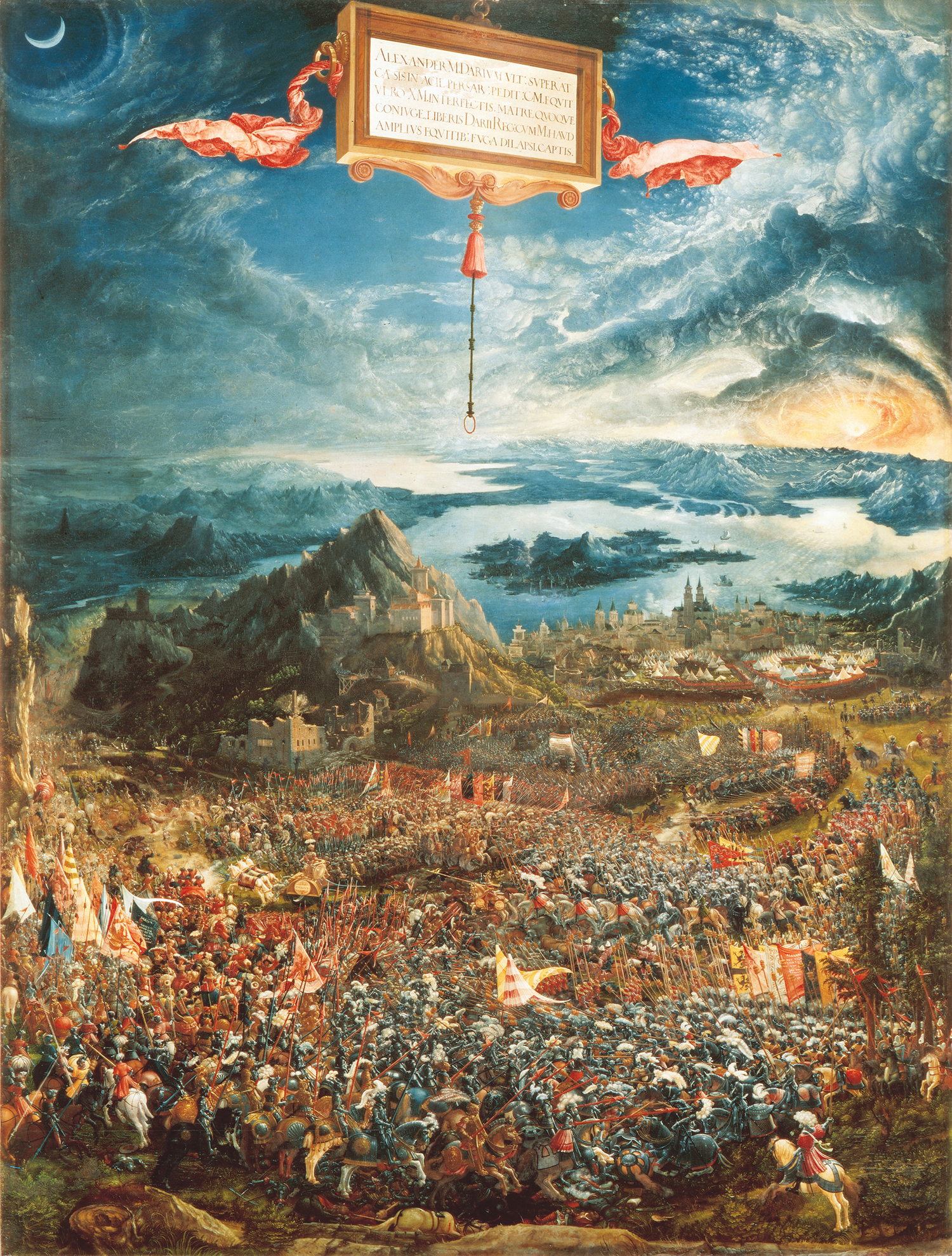
Albrecht Altdorfer, Battaglia di Alessandro e Dario a Isso, 1529, 158,4 cm × 120,3 cm (62,4 in × 47,4 in)

La Scuola danubiana era un gruppo contemporaneo di artisti tedeschi e austriaci che furono anche pionieri della pittura paesaggistica, e il primo a dipingere regolarmente paesaggi puri senza figure. I loro paesaggi si crogiolano nelle foreste dell'Alto Danubio, e il posto di una figura in primo piano è spesso preso da un singolo albero, una formula inventata da Albrecht Altdorfer, l'artista più significativo del gruppo, e usata, per lo più in disegni e stampe, da Wolf Huber e Augustin Hirschvogel. Altre opere innovative mostravano vedute ravvicinate della fitta foresta con quasi nessuna veduta in lontananza o addirittura nessun cielo. Ma molti dei loro paesaggi sono panoramici in una versione dello stile neerlandese, anche se il fiume che serpeggia lontano dalla vista normalmente sostituisce il mare che occupa l'orizzonte di molte opere neerlandesi. È probabile che almeno Altdorfer abbia visto un Patinir del 1531 circa; uno era ad Augusta dal 1517 (un'Assunzione ora a Filadelfia).
I paesaggi dipinti di Altdorfer sono in genere verticali e, se non altro perché fu commissionato per uno spazio verticale, questo accade per il più estremo di tutti i grandi paesaggi del mondo, la sua Battaglia di Alessandro e Dario a Isso (1529, Monaco). Questo straordinario dipinto mostra una vista attraverso il Mediterraneo, con una massa di piccole figure che combattono una grande battaglia in primo piano. Sono nella moderna Turchia e la veduta si estende oltre l'isola di Cipro fino alla costa dell'Egitto e alla penisola del Sinai e al Mar Rosso. Il dipinto originariamente formava parte di una serie di dipinti storici nello stesso formato.

## Influenza sulla successiva pittura paesaggistica
Sia gli approcci olandesi che quelli danubiani alla pittura paesaggistica furono molto influenti per gli artisti successivi. Le successive generazioni di artisti fiamminghi come Jan Brueghel il Vecchio, Anton Mirou, Lucas van Valkenborch e Gillis van Coninxloo continuarono a produrre versioni tardo-manieriste della formula completa, come sviluppate da Pieter Bruegel il Vecchio, prima che negli anni 1590 van Coninxloo facesse entrare gli alberi come tende dai lati per limitare e poi eliminare una veduta lontana, aprendo la strada allo sviluppo fiammingo delle fitte foreste della Scuola danubiana. Rubens aveva studiato nel 1590 con il suo parente Tobias Verhaecht, un artista particolarmente conservatore che continuò ad utilizzare gli stili del paesaggio del mondo derivati da Pieter Bruegel il Vecchio fino agli anni 1620. Benché Rubens abbia rapidamente perso la sua influenza, in alcuni dei suoi ultimi paesaggi, come Estate, i contadini che vanno al mercato (c. 1618, Royal Collection), "la tradizione del vecchio 'paesaggio mondiale' continua chiaramente a vivere".

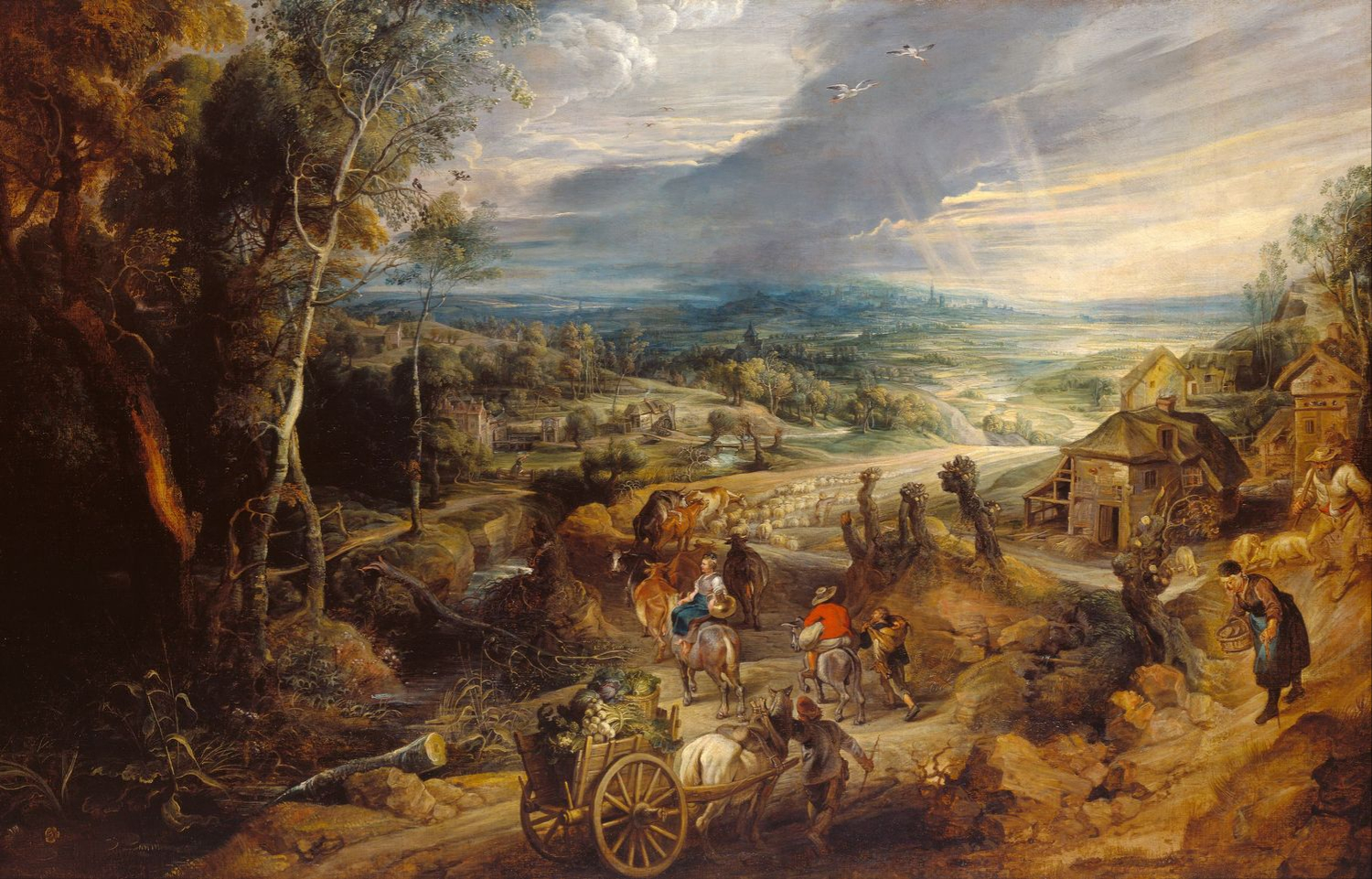
Estate, contadini che vanno al mercato, Peter Paul Rubens, c. 1618

Aspetti della particolare formula del paesaggio del mondo, benché non siano più descritti di solito da quel termine, continuano a riapparire in diverse versioni fino al XIX secolo. Nella pittura del Secolo d'oro olandese, i caratteristici dipinti e stampe di Hercules Seghers (c. 1589 - c. 1638), rari come i Patinir, erano grandi vedute panoramiche, molto spesso con montagne. Al contrario, Philips Koninck (1619-1688) usava la veduta panoramica elevata e spesso includeva l'acqua, ma mostrava panorami di terreni agricoli pianeggianti o tetti urbani con un orizzonte basso.
L'italiano Nicolò dell'Abate, che faceva parte della Scuola di Fontainebleau, introdusse il paesaggio del mondo fiammingo nell'arte francese in opere come l'Orfeo e l'Euridice nella National Gallery (Londra) e il Ratto di Proserpina nel Louvre, entrambi grandi dipinti. Nel Barocco francese o nella pittura classica molti artisti, inclusi Claude Lorrain e Nicolas Poussin dipingevano soggetti del tipo "Paesaggio con...", e per Claude ampie vedute panoramiche con elementi misti di montagne, acqua e piccole figure costituivano la maggior parte della sua opera, sebbene sia il punto di vista che l'orizzonte siano generalmente molto più bassi che nelle opere del XVI secolo. Claude a sua volta divenne enormemente influente, e fino agli inizi del XIX secolo il suo stile continuò ad avere il vantaggio di dare a una pittura di un "paesaggio con" un posto più alto nella gerarchia dei generi, e di conseguenza un prezzo più alto, di un semplice paesaggio puro.
Con il Romanticismo questo cambiò, ma le vedute panoramiche continuarono a essere dipinte nel XIX secolo, e artisti come quelli della Hudson River School, Edward Lear e i paesaggisti russi portarono lo stile compositivo a nuovi paesaggi in tutto il mondo in opere come Il cuore delle Ande (1859, Frederic Edwin Church), benché spesso escludendo tutte le persone e gli edifici. Questi erano ancora presenti negli enormi dipinti religiosi apocalittici del pittore inglese John Martin, che sono spesso letteralmente "paesaggi della fine del mondo", che riportano la storia del genere alle sue origini con Bosch.

### Approfondimenti
- Gibson, Walter S., Mirror of the Earth: The World Landscape in Sixteenth-Century Flemish Painting, 1989, Princeton University Press
- Falkenburg, Reindert, Joachim Patinir: Landscape as an Image of the Pilgrimage of Life, 1988, Amsterdam/Philadelphia: John Benjamins Publishing Company
- Buijsen, Joachim, review (long, rather critical) of Joachim Patinir: Landscape as an Image of the Pilgrimage of Life by R. L. Falkenburg, Simiolus, Netherlands Quarterly for the History of Art, Vol. 19, No. 3 (1989), pp. 209–215, JSTOR